# Oratorio del Santissimo Sacramento al Tritone
Oratorio del Santissimo Sacramento al Tritone, även benämnt Beata Vergine e San Giuseppe, är ett oratorium i Rom, helgat åt det Allraheligaste Sakramentet. Oratoriet är beläget vid Piazza Poli i Rione Trevi och tillhör församlingen Santa Maria in Via.
Oratoriet har också namnet Oratorio dell'Angelo Custode till minne av den år 1929 rivna kyrkan Sant'Angelo Custode, vilken var belägen i närheten.

## Historia
Oratoriet uppfördes av Confraternita del Santissimo Sacramento (Det Allraheligaste Sakramentets brödraskap) i församlingen Santa Maria in Via. Byggnationen inleddes år 1576, men oratoriet stod inte färdigt förrän år 1596. I denna byggnad fanns en fresk föreställande Jungfru Maria, utförd av Perino del Vaga. En restaurering utfördes år 1681 av Carlo Rainaldi. Tack vare brödraskapets goda ekonomi beslutade man år 1724 att bygga ett nytt oratorium. Brödraskapets beskyddare, kardinal Pietro Ottoboni, uppdrog åt arkitekten Domenico Gregorini att rita en ny byggnad. Det är sannolikt att även arkitekten Pietro Passalacqua bidrog med ritningar; denne samarbetade vid flera tillfällen med Gregorini.
I utformandet av fasaden influerades Gregorini av det borrominiska formspråket. Detta märks bland annat i växelverkan mellan konvexa och konkava ytor samt de snedställda kolonnerna och designen av pedimenten. Konsthistorikern Angela Negro beskriver fasaden som ett tydligt exempel på ”barocchetto romano”.
På det brutna pedimentet ovanför portalen sitter två skulpturer, Tron och Hoppet, utförda av Paolo Benaglia år 1728. Den övre våningen har ett stort fönster, krönt av ett kurvlinjigt pediment. Sidopartierna har avlånga fönster. Fasaden avslutas med ett pediment, inspirerat av motsvarande arkitektoniska element på Oratorio dei Filippini. Oratoriet flankerades ursprungligen av två byggnader; vid breddandet av Via del Tritone år 1888 revs den högra.

## Interiören
Oratoriets grundplan är en rektangel med avrundade hörn; detta formgrepp använde sig Borromini av i Oratorio dei Filippini, Santa Maria dei Sette Dolori samt kapellet Re Magi i Palazzo del Collegio di Propaganda Fide. Interiören genomgick en restaurering åren 1865–1866, ledd av Tito Armellini, far till Mariano Armellini.
Högaltarmålningen utgörs av Francesco Trevisanis Den heliga Familjen från år 1729. Taket är freskmålat av Luigi Martinori.

## Bilder
| - Högaltaret. - Innertaket med kupolen. |